# Dar al-Islam (magazine)
 (avril 2024).
La mise en forme du texte ne suit pas les recommandations de Wikipédia : il faut le « wikifier ».
Les points d'amélioration suivants sont les cas les plus fréquents. Le détail des points à revoir est peut-être précisé sur la page de discussion.
- Les titres sont pré-formatés par le logiciel. Ils ne sont ni en capitales, ni en gras.
- Le texte ne doit pas être écrit en capitales (les noms de famille non plus), ni en gras, ni en italique, ni en « petit »…
- Le gras n'est utilisé que pour surligner le titre de l'article dans l'introduction, une seule fois.
- L'italique est rarement utilisé : mots en langue étrangère, titres d'œuvres, noms de bateaux, etc.
- Les citations ne sont pas en italique mais en corps de texte normal. Elles sont entourées par des guillemets français : « et ».
- Les listes à puces sont à éviter, des paragraphes rédigés étant largement préférés. Les tableaux sont à réserver à la présentation de données structurées (résultats, etc.).
- Les appels de note de bas de page (petits chiffres en exposant, introduits par l'outil «  Source ») sont à placer entre la fin de phrase et le point final[comme ça].
- Les liens internes (vers d'autres articles de Wikipédia) sont à choisir avec parcimonie. Créez des liens vers des articles approfondissant le sujet. Les termes génériques sans rapport avec le sujet sont à éviter, ainsi que les répétitions de liens vers un même terme.
- Les liens externes sont à placer uniquement dans une section « Liens externes », à la fin de l'article. Ces liens sont à choisir avec parcimonie suivant les règles définies. Si un lien sert de source à l'article, son insertion dans le texte est à faire par les notes de bas de page.
- La présentation des références doit suivre les conventions bibliographiques. Il est recommandé d'utiliser les modèles {{Ouvrage}}, {{Chapitre}}, {{Article}}, {{Lien web}} et/ou {{Bibliographie}}. Le mode d'édition visuel peut mettre en forme automatiquement les références.
- Insérer une infobox (cadre d'informations à droite) n'est pas obligatoire pour parachever la mise en page.

Pour une aide détaillée, merci de consulter Aide:Wikification.
Si vous pensez que ces points ont été résolus, vous pouvez retirer ce bandeau et améliorer la mise en forme d'un autre article.
Dar al-Islam (arabe : دار الإسلام, "Demeure de l'Islam") est un magazine publié sur Internet en langue française par l'organisation État islamique (EI), en dix numéros, entre 2014 et 2016. Il s'agit de l'équivalent en français du magazine Dabiq, publié en anglais.

## Détails
Dans le premier numéro du magazine, intitulé "l'Etat islamique étend son territoire", publié en décembre 2014, les auteurs se réjouissent d'être «les témoins d'une nouvelle ère», celle de la restauration du Califat, qui permet enfin aux musulmans de vivre en adéquation avec la loi islamique, et exhortent les musulmans à quitter la France pour rejoindre l'État islamique.
Le deuxième numéro, intitulé "Qu'Allah maudisse la France", daté de janvier 2015, peu après l'attentat contre Charlie Hebdo, appelle à « attaquer ceux qui insultent le Prophète », évoquant « l’histoire de l’inimitié de la France envers l’Islam », et publie l'interview de l'épouse d'Amedy Coulibaly ("Aboû Basîr Al-Ifriqî"), auteur de la prise d'otages du magasin Hyper Cacher,,.
Le septième numéro, intitulé "La France à genoux", à l'instar de Dabiq, justifie les attentats du 13 novembre 2015 par la participation de la France dans la coalition destinée à lutter contre l’État islamique, et montre dans ses pages un tweet de l’Élysée du 19 septembre 2014 relayant la première frappe des Rafale en Irak. Par ailleurs, un article du magazine dénonce l'école républicaine française, la laïcité « fanatique », la théorie darwiniste de l'évolution, l’interdiction de la prière, ou encore l’interdiction du hijab. « Le parachèvement de la corruption des mœurs en Occident a été accompli lors de ce qu’ils nomment la « révolution sexuelle » dans les années 70. Les mêmes mains judéo-maçonniques qui avaient chassé la religion de l’école y firent entrer la fornication, l’homosexualité, le meurtre d’enfants poliment nommé avortement. Ces pratiques sont banalisées et même encouragées » explique ce même article, qui n’hésite pas à parler de génocide concernant l'avortement. Le magazine propose deux « solutions ». La première : faire la « hijrah » (émigration) vers le « califat » qui « a mis en place des écoles où les programmes sont réellement islamiques, purifiés de toutes les mécréances et péchés ». La seconde : « combattre et tuer » les professeurs qui enseignent la laïcité. Un autre article cite l'écrivain français Marc-Édouard Nabe, sélectionnant des extraits du premier numéro de son magazine « Patience» paru en décembre 2014 et consacré à l’EI, où il déclare : « J’adore Al-Qaïda, et Al-Zawahiri tient magnifiquement la barre […] Mais le projet de Baghdadi et de l’Etat islamique va naturellement dans le sens de l’histoire »,,,.
D'autres articles de Dar al-Islam font l'éloge des attentats terroristes en France, dont l'attentat du 14 juillet 2016 à Nice.
Après dix numéros publiés entre 2014 et 2016, l'EI remplace Dar al-Islam en septembre 2016 par un autre magazine en ligne, Rumiyah, publié en plusieurs langues, dont le français,. En 2022, l'État islamique au Khorassan lance un nouveau magazine en anglais, "Voice of Khurasan",,,,.

## Numéros[1]
- Numéro 1 : "L'Etat islamique étend son territoire"
- Numéro 2 : "Qu'Allah maudisse la France" 
- Numéro 3 : "La Destruction des idoles" 
- Numéro 4 : "Le Combat contre les apostats" 
- Numéro 5 : "La Charî'ah d'Allâh ou la charî'ah de l'homme" 
- Numéro 6 : "Les Mourjia, les juifs de la qiblah" 
- Numéro 7 : "La France à genoux" 
- Numéro 8 : "Attentats sur la voie prophétique"
- Numéro 9 : "L'Etat islamique sur la voie des compagnons"
- Numéro 10 : "Game over"

## Autres publications
D'autres périodiques sont publiés en ligne par l'organisation État islamique :
- Dabiq , édité en anglais de 2014 à 2016.
- Rumiyah, en arabe, anglais, français, allemand, indonésien et turc de 2016 à 2017.
- Voice of Khurasan, en anglais depuis 2022.

## Sources
1. 1 2  « Daech : Dabiq et Dar-al-Islam, des outils de propagande parfaitement maîtrisés », sur Le Figaro, 4 décembre 2015 (consulté le 1er avril 2024).
2. ↑  « L'Etat islamique lance un magazine en français », sur Le Figaro, 23 décembre 2014 (consulté le 1er avril 2024).
3. ↑  « Dar-Al-Islam », sur Le Monde diplomatique, 1er février 2017 (consulté le 1er avril 2024).
4. ↑  « Un magazine de l'Etat islamique prétend avoir interviewé Hayat Boumeddiene | Les Inrocks », sur lesinrocks.com (consulté le 1er avril 2024).
5. ↑  « Hayat Boumeddiene se confie dans un magazine du groupe État islamique », sur Le Point, 12 février 2015 (consulté le 1er avril 2024).
6. ↑  Atlantico, « Ce que nous apprend le numéro spécial du magazine de l’Etat islamique », sur Atlantico, 20 novembre 2015 (consulté le 1er avril 2024).
7. ↑  « ISIS French Magazine Provides Religious Justifications For The Paris Attacks », sur web.archive.org, 21 juillet 2016 (consulté le 1er avril 2024).
8. ↑  admin, « La 7e édition du magazine français de l’État islamique menace l’école », sur Valeurs actuelles, 2 décembre 2015 (consulté le 1er avril 2024).
9. ↑  « L’Etat islamique appelle à « tuer » des enseignants », Le Monde.fr,‎ 4 décembre 2015 (lire en ligne, consulté le 1er avril 2024)
10. ↑  « La propagande de Daech s'en prend à l'école française », sur Le Figaro, 2 décembre 2015 (consulté le 1er avril 2024).
11. ↑  Robin Verner, « Le magazine en français de Daech déclare la guerre à l'école républicaine », sur Slate.fr, 1er décembre 2015 (consulté le 1er avril 2024).
12. ↑  (en) « "After Nice: The Threat Within Europe – Analysis". Eurasia Review. 20 July 2016. Retrieved 22 July 2016. ».
13. ↑  Robin Verner, « On a lu Rumiyah, la nouvelle revue de propagande de l'État islamique », sur Slate.fr, 6 septembre 2016 (consulté le 1er avril 2024).
14. ↑  Harleen Gambhir, "The Virtual Caliphate: ISIS'S Information Warfare" (PDF)., Institute for the Study of War, décembre 2016 (lire en ligne)
15. ↑  (en-US) « Voice of Khorasan Magazine and the Internationalization of Islamic State’s Anti-Taliban Propaganda », sur Jamestown (consulté le 1er avril 2024).
16. ↑  (en) « Coverpage Article In Issue Eight Of ISIS Magazine 'Voice Of Khurasan' Warns Of Attacks On Afghan Taliban's Allies China, Iran, Pakistan, Uzbekistan, Tajikistan: 'By The Will Of Allah, Soon The Islamic State's Warriors Will Attack The Modern Cities Of China' », sur MEMRI (consulté le 1er avril 2024).
17. ↑  (en-US) « Islamic State Khorasan’s Expanded Vision in South and Central Asia », sur thediplomat.com (consulté le 1er avril 2024).
18. ↑  (en-US) « Islamic State-Khorasan’s Transition Into a Transregional Threat », sur thediplomat.com (consulté le 1er avril 2024).
19. ↑  Radio-Canada, « Un auteur de propagande pour l’EI-K se qualifie de canadien », sur Radio-Canada, 28 mars 2024 (consulté le 13 août 2025)